# 谢怀德 (1915年)
谢怀德（1915年10月—1995年11月26日），男，汉族，陕西靖边人，中华人民共和国政治人物，曾任陕西省人民委员会副省长，陕西省革命委员会副主任，陕西省人民政府副省长。